# Kennebec County
Kennebec County är ett administrativt område i delstaten Maine, USA. Kennebec är ett av sexton countyn i staten och ligger i den södra delen i Maine. År 2010 hade Kennebec County 122 151 invånare. Den administrativa huvudorten (county seat) är Augusta. 

## Geografi
Enligt United States Census Bureau så har countyt en total area på 2 463 km². 2 248 km² av den arean är land och 218 km² är vatten. 

### Angränsande countyn
- Somerset County, Maine - nord
- Waldo County, Maine - öst
- Sagadahoc County, Maine - syd
- Lincoln County, Maine - syd
- Androscoggin County, Maine - sydväst
- Franklin County, Maine - nordväst